# Herbert Wolf (Wirtschaftswissenschaftler)
Herbert Wolf (* 3. Mai 1925 in Böhlitz-Ehrenberg; † 12. Januar 2022 in Berlin) war ein deutscher Wirtschaftswissenschaftler, stellvertretender Vorsitzender der Staatlichen Plankommission in der DDR.

## Leben

### Schule, Ausbildung, Studium
Wolfs Vater war Arbeiter. Nach dem Besuch der Volks- und Wirtschaftsoberschule absolvierte er eine Ausbildung zum Schleifscheibenformer und im Anschluss von 1939 bis 1942 eine Ausbildung zum Kaufmann. 1942 wurde er zur Wehrmacht eingezogen und war bis 1945 bei der Luftwaffe. 1945 wurde er Mitglied der KPD und später der SED. Er war kurze Zeit Neulehrer in seinem Geburtsort und konnte über eine Sonderreifeprüfung 1946 ein Studium der Wirtschafts- und Gesellschaftswissenschaften beginnen.

### Wissenschaftliche Tätigkeit, Mitarbeit am NÖS, Plankommission
Von 1949 bis 1952 war er wissenschaftlicher Assistent an der Hochschule für Finanzwirtschaft bzw. der Karl-Marx-Universität Leipzig. 1952 erfolgte die Promotion und er war bis 1953 Aspirant in Moskau. 1952 bis 1956 war er Professor mit Lehrstuhl an der Finanzhochschule Berlin.
1959 wurde Wolf zum Professor für politische Ökonomie berufen und war bis Ende 1959 als Gastberater regelmäßig an den internen Beratungen der seinerzeitigen Wirtschaftskommission des Politbüros (Leitung Erich Apel, Sekretär Günter Mittag) aktiv mit Ausarbeitungen und Vorschlägen beteiligt. Er hatte mit den Wirtschaftsreformern Fritz Behrens und Arne Benary zusammengearbeitet. Sein akademischer Lehrer war Fritz Behrens, der jegliches dogmatische Verhalten zur marxistischen Theorie ablehnte. Ende 1959 wurde er wegen „revisionistischen Verhaltens“ mit einer strengen Parteistrafe belegt, seines Lehrstuhles entbunden und in die Industrie geschickt.
Ab Anfang 1962 wurde Wolf zunächst intern zu den Vorarbeiten für die als „Neues Ökonomisches System der Planung und Leitung“ (NÖS) bezeichnete Wirtschaftsreform herangezogen. Die starre Planwirtschaft der DDR sollte mit Anreizen flexibler gestaltet und den Betrieben mehr Eigenverantwortung übertragen werden. Wolf war neben Wolfgang Berger und Helmut Koziolek der wichtigste theoretische Kopf der 1963 gegründeten NÖS-Gruppe um Apel, Mittag, Walter Halbritter, Gerhard Schürer und Siegfried Böhm.
Wolf wurde ab Anfang 1963 in die Leitung der Staatlichen Plankommission berufen und mit der Ausarbeitung eines systematischen Reformkonzeptes betraut. Als führende an Ausarbeitung des NÖS beteiligten Wissenschaftler erhielten Berger, Koziolek und Wolf 1966 den Nationalpreis der DDR III. Klasse für Wissenschaft und Technik, 1970 wurde ein Wissenschaftler-Kollektiv (Berger, Koziolek, Wolf, Kalweit, Krömke, Reinhold) für die Reform des NÖS mit dem Nationalpreis der DDR I. Klasse für Wissenschaft und Technik ausgezeichnet.
Ab 1966 war Wolf bis 1971 als Stellvertreter des Vorsitzenden der Staatlichen Plankommission für die Gestaltung des Ökonomischen Systems des Sozialismus eingesetzt.

### Hochschullehrer
Im Juli 1971 wurde Wolf von der Funktion in der Plankommission abberufen, weil auf dem VIII. Parteitag der SED das Reformkonzept NÖS aufgegeben wurde. Danach war er bis zum Erreichen der Altersgrenze und Emeritierung am 1. September 1990 Professor für Politische Ökonomie an der Hochschule für Ökonomie in Berlin.

### Nach dem Ende der DDR
Nach dem Ende der DDR antwortete Wolf auf die Veröffentlichungen von Günter Mittag mit einer scharfen Replik. Mittag, der in der DDR für die Wirtschaft verantwortlich war, hatte sich seinem Buch „Um jeden Preis – Im Spannungsfeld zweier Systeme“ 1991 und in einem Spiegel-Interview (Nr. 37/91) als Wirtschaftsreformer bezeichnet, der sich mit seinen Vorstellungen in der DDR nicht durchsetzen konnte. Nach Wolf war er zunächst Reformer, aber schon in den 1970er Jahren zu den Gegnern übergelaufen und hatte die Wirtschaftspolitik Erich Honeckers wie ein Wirtschaftsdiktator durchgepeitscht.

## Veröffentlichungen (Auswahl)
- Hatte die DDR je eine Chance? – der ehemalige Wirtschaftszar Günter Mittag „enthüllt“ d. ökonomischen Probleme der Vergangenheit, VSA: Verlag, Hamburg 1991, ISBN 3-87975-589-2
- Entwicklung und Struktur der Planwirtschaft der DDR. In: Keller, Dietmar [Hrsg.]: Ansichten zur Geschichte der DDR; Bd. I, S. 149–169., Verlag Matthias Kirchner, Eggersdorf: 1993.
- Impulse und Fehlleistungen der DDR – Alternative im Spannungsfeld der Entwicklung der Systeme.  In: Keller, Dietmar [Hrsg.]: Ansichten zur Geschichte der DDR; Bd. II, S. 9–50. Eggersdorf: Verlag Matthias Kirchner, 1994.
- Einfluss und Elend der marxistischen Theorie im DDR-Sozialismus – oder auch: Starb der Sozialismus an Marx oder Marx am „realen Sozialismus“? In: Keller, Dietmar [Hrsg.]: Ansichten zur Geschichte der DDR; Bd. III, S. 9–69,  Verlag Matthias Kirchner, Eggersdorf 1994.
- Das Verhältnis von Ökonomie und Politik in der DDR – Möglichkeiten und Realitäten ihrer Entwicklung. In: Keller, Dietmar [Hrsg.]: Ansichten zur Geschichte der DDR; Bd. VI, S. 9–88. Verlag Matthias Kirchner, Eggersdorf 1994.
- Rezension zu: Gerhard Schürer „Gewagt und verloren“. Eine deutsche Biografie. In: Förderverein Konkrete Utopien e. V. [Hrsg.]: Utopie kreativ: Diskussion sozialistischer Alternativen. NDZ, Berlin 1996, Heft 68, S. 86–91.
- Behrens und die Anfänge der politischen Ökonomie in der DDR. In: Eva Müller [Hrsg.]: „Ich habe einige Dogmen angetastet ...“: Werk und Wirken von Fritz Behrens. (Beiträge des Vierten Walter-Markov-Kolloquiums der Rosa Luxemburg-Stiftung Sachsen, Leipzig 1996), Rosa-Luxemburg-Stiftung Sachsen e. V., Leipzig 1999, S. 59–67.
- Das „Leistungsprinzip“ in Theorie u. Praxis d. DDR u. im gegenwärtig herrschenden Wirtschaftssystem. In: Emmrich, Rolf [Hrsg.]: Arbeits- u. Sozialwissenschaften in der DDR: Anspruch und Wirklichkeit.(Beiträge des Kolloquiums zu Werk und Wirken von Hans Thalmann, Leipzig 1997). Rosa-Luxemburg-Stiftung Sachsen e. V., Leipzig 2000, S. 97–106.
- Linke Wirtschaftspolitik: Spannweite zwischen pragmatischer Tagespolitik und Öffnung zu einem langfristigen sozialistischen Transformationsprozess. Helle Panke zur Förderung von Politik, Bildung und Kultur, Berlin 2006.
- Wirtschaftskrisen – eine unheilbare Krankheit des Kapitalismus. (Schriftenreihe der Gesellschaft zur Verbreitung Wissenschaftlicher Kenntnisse; Reihe D, H. 17/18). Urania-Verlag, Leipzig 1956.
- Herbert Wolf mit Autorenkollektiv: Anleitung zum Studium der Politischen Ökonomie des Kapitalismus (Teil I a u. b) sowie der Politischen Ökonomie des Sozialismus (Teil II), Dt. Verlag der Wissenschaften, Berlin 1957.
- Zu einigen aktuellen Problemen der Theorie der politischen Ökonomie des Sozialismus. In: Wirtschaftswissenschaft 1957 (5) Nr. 7

## Auszeichnungen
- 1959: Ehrennadel der Karl-Marx-Universität
- 1963: Orden Banner der Arbeit
- 1966: Nationalpreis der DDR für Wissenschaft und Technik (III. Klasse, gemeinsam mit  Berger und Koziolek)
- 1970: Nationalpreis der DDR für Wissenschaft und Technik (I. Klasse, gemeinsam mit Berger, Koziolek, Kalweit, Krömke und Reinhold)
- 1972: Artur-Becker-Medaille (Gold)
- 1978: Orden Banner der Arbeit (Stufe III)
- 1987: Verdienter Hochschullehrer der DDR